# Боббі (фільм)
Бо́ббі (Bobby) — індійський фільм, знятий в 1973 році режисером Радж Капур.

## Сюжет
18-річний Радж і 16-річна Боббі зустрілися і відразу ж полюбили один одного. Однак молодим людям, здається, не судилося бути разом. Справа в тому, що багаті і шановні батьки Раджа ніколи не погодяться на те, щоб їхній син одружився з якоюсь там дочкою бідного рибалки. Нехай вона хоч тисячу разів красуня. На шляху любові коштують суворі закони індійського суспільства і кастова нерівність, а також різниця віросповідань: Радж — індуїст, Боббі — християнка. Молоді змушені захищати своє сильне почуття. Чи подолають Радж і Боббі всі труднощі, які підносить їм доля, перевіряючи їхню любов?

## У ролях
- Ріші Капур — Радж
- Дімпл Кападія — Боббі Браганза
- Пран — містер Натх
- Прем Натх — Джек Браганза
- Соня Сахни — місіс Сушма Натх
- Дурга Кхоте — місіс Браганза
- Аруна Ірані — Німа
- Прем Чопра — Прем Чопра
- Фарида Джалал — Алка «Ніккі» Шарма
- Пилу Дж. Вадія — місіс Пестонджі
- Джагдіш Радж — поліцейський інспектор
- Пінчу Капур — містер Шарма
- Радж Рані — місіс Шарма
- Шаши Кіран — Шьяма
- Аарті
- Гханшьям Рохера — офіціант
- Мадхуп Шарма — директор коледжу

## У радянському кінопрокаті
Вийшов на радянські екрани у вересні 1975 року і його подивилися 62600000 глядачів, що є 6-місцем по відвідуваності серед зарубіжних фільмів за всю історію радянського кінопрокату.

## Цікаві факти
- Як музична тема першої зустрічі і сватання Раджа і Боббі використовується вальс «Дунайські хвилі».
- У різних епізодах образ Боббі представлений неоднозначно. Після знайомства Боббі спочатку тримає себе з Раджем гордо і незалежно, але при зустрічі з його друзями з вищого суспільства постає в образі наївної дівчини, яка у відповідь на глузування тікає в сльозах, не спробувавши постояти за себе. При цьому Боббі веде цілком сучасне життя: відвідує бібліотеку, басейн, їздить в кемпінг і непогано одягається.
- За винятком кемпінгу, де всі дівчата одягнені в спортивні костюми, Боббі ходить виключно в міні-спідниці чи коротеньких шортиках, що несумісно з образом «плебейка».